# Kleeblatt-Tankstelle
Die Kleeblatt-Tankstelle am Friedrichswall Ecke Willy-Brandt-Allee in Hannover war eine denkmalgeschützte Tankstelle „im typischen Stil der frühen fünfziger Jahre.“

## Geschichte
Das 1952 für die in Hannovers Südstadt ansässige Gasolin AG errichtete Bauwerk mit dem markanten Dach in Form eines dreiblättrigen Kleeblatts, zugleich jahrhundertealtes Symbol auf den Münzen und im Wappen der heutigen niedersächsischen Landeshauptstadt, diente mit seinem besonderen Design aufgrund seiner Lage in der Nähe des Rathauses und mehrerer Hotels zugleich zur Eigenwerbung.
Nach der Einstellung der Marke Gasolin im Jahr 1971 wurde die Tankstelle bis 1977 von Esso betrieben. Danach diente das Gelände als Taxistand, Auto- und Motorradverleih, sowie wilder Parkplatz. Das Gebäude verfiel und war vom Abriss bedroht.
Nach einem Umbau zeigte ab dem 9. März 1985 die ursprünglich am Ballhof gelegene Keramik-Galerie Böswiger dort ihre Dauerausstellungen.
Ende der 1990er Jahre wurde die Tankstelle für einen durch die Architektengemeinschaft Behnisch, Behnisch & Partner geplanten Neubau für die Norddeutsche Landesbank abgerissen, während das benachbarte Siemenshaus in den Baukomplex der Nord/LB einbezogen wurde. An Stelle der zur Galerie umgebauten Tankstelle unterhielt die Norddeutsche Landesbank dann zeitweilig in ihrem Neubau die Galerie der NordLB mit wechselnden Kunstausstellungen.